# Karl Walter Diess
Karl Walter Diess (Salzburg, 25 januari 1928 – Frankfurt am Main, 30 maart 2014) was een Oostenrijks acteur.

## Biografie
Diess speelde zijn eerste televisierol in 1955. Hierna speelde hij regelmatig in crimiseries zoals Der Kommissar, Der Alte en Derrick. In Die Schwarzwaldklinik speelde hij Dr. Gerard Schäfer. 
Diess overleed in 2014 op 86-jarige leeftijd.
- Gemeinsame Normdatei: 128460830
- International Standard Name Identifier: 0000 0001 3309 3547
- Library of Congress Control Number: no2019149434
- MusicBrainz: 546e3d0e-73ec-4191-845e-9cc9684c5d3a
- Virtual International Authority File: 52741637